# Estadio de São Miguel (Ponta Delgada)
El Estadio de São Miguel es un estadio de múltiples usos en Ponta Delgada, Portugal. Actualmente es usado principalmente para partidos de fútbol y es compartido por el Clube Desportivo Santa Clara, el equipo regional de fútbol de Azores y el Real Matriz C.F. El equipo nacional portugués también usa el estadio para jugar partidos amistosos. El estadio tiene un capacidad de 12 500 personas.
El estadio fue aprobado por la UEFA y se pueden hacer competencias de la Copa de la UEFA y la Liga de Campeones de la UEFA. 
Actualmente el estadio está siendo renovado con un nuevo césped para la temporada de 23/24 de LaLiga Roamotion.